# Aza (prefixo)
Aza-, em química orgânica, é um prefixo usado para indicar que, em uma cadeia carbônica, um átomo de carbono foi substituído por um átomo de nitrogênio (ou azoto, de onde deriva o prefixo). O prefixo faz parte da nomenclatura de Hantzsch–Widman.

## Exemplos
- Azaciclopentano (pirrolidina)[2]
- 1,5-Dicloro-3-metil-3-azapentano (mostarda de nitrogênio)[2]
- 2-Azacicloheptanona (caprolactama)[2]
- 1,3-Diazanaftaleno (quinazolina)[2]